# 罗克福尔德索
罗克福尔德索（法語：Roquefort-de-Sault，法語發音：[ʁɔkfɔʁ də so] ⓘ）是法国奥德省的一个市镇，位于该省西部偏南，属于利穆区。

## 地理
罗克福尔德索（42°44'17"N, 2°12'3"E）面积21.84 平方千米，位于法国奧克西塔尼大區奥德省，该省份为法国南部沿海省份，北起塔恩省，西北接上加龙省，西接阿列日省，南至东比利牛斯省，东临地中海，东北与埃罗省接壤。
与罗克福尔德索接壤的市镇（或旧市镇、城区）包括：阿尔蒂格、贝塞德德索、勒布斯凯、勒克拉、库诺祖尔、盖特河畔圣科隆布。

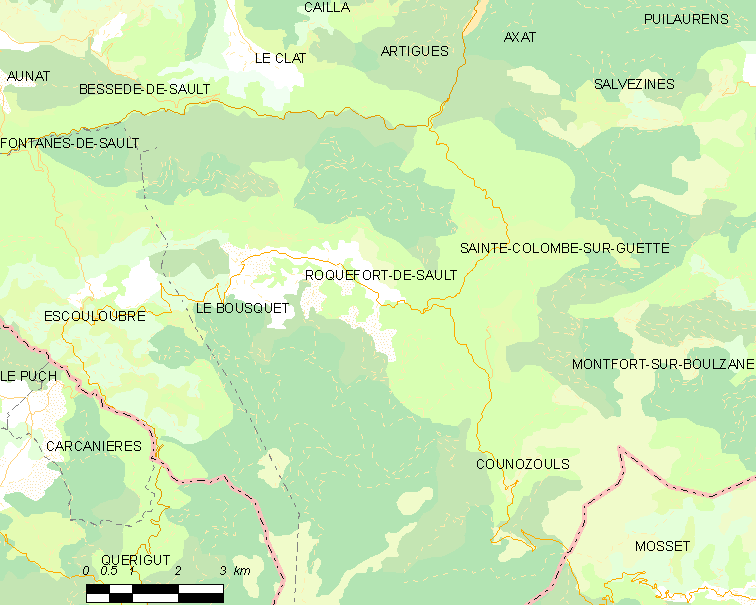
罗克福尔德索的OSM定位图

罗克福尔德索的时区为UTC+01:00、UTC+02:00（夏令时）。

## 行政
罗克福尔德索的邮政编码为11140，INSEE市镇编码为11321。

## 政治
罗克福尔德索所属的省级选区为上奥德河谷县。

## 人口

1962-2008年间罗克福尔德索人口变化图示

罗克福尔德索于2022年1月1日时的人口数量为82人。